# Julissa
Julia Isabel de Llano Macedo (Ciudad de México, 8 de abril de 1944), conocida como Julissa, es una actriz, cantante y productora teatral mexicana. 
Es hija de Luis de Llano Palmer y de la actriz Rita Macedo y hermana del productor de telenovelas Luis de Llano Macedo. Se casó con el actor y músico Benny Ibarra, cantante principal del grupo roquero "Los Yaki" con quien tuvo éxito a mediados de los años 60 y procreó a Benny Ibarra y Alejandro Ibarra. Con él dirigió la obra teatral Vaselina en 1973. Es sobrina del cantante Enrique Guzmán, uno de los pioneros del Rock and Roll en español en México.

## Inicios

### Música
Comenzó su carrera a los 16 años cantando en el grupo de rock and roll The Spitfires, siendo la única mujer de la era del rock and roll en español, en ser cantante y la única mujer al mando de un grupo rocanrolero, junto a su hermano Luis, que ganó el 2º lugar en una competencia de la radio y como resultado de esto firmó contrato con CBS hoy Sony, grabando álbumes de rock desde 1961 hasta 1964 que fueron éxitos y aceptados por el público, muchas melodías traducidas al español. Quién no recuerda "Mi Rebeldito" (Oh Watussi), "Memo" (Billy), "Dum Dum", "La favorita del profesor", "Nostalgia" (I'm sorry), "Frontera".
Los Spitfires grupo originario de la Ciudad de México y formado en 1960 fue uno de los cinco grupos ganadores de un concurso que realizó la compañía discográfica CBS Columbia y la emisora Radio Éxitos llevado a cabo en noviembre de ese año. Los Escupefuegos fueron los segundos finalistas, ya que el primer puesto se los llevaron Los Hooligans, quienes además de grabar un disco participarían en una película. Los otros grupos que ganaron la oportunidad de grabar un disco con CBS fueron: Los Loud Jets, Los Blue Caps y Los Sparks (en cuyas filas se encontraba Fito de la Parra, futuro miembro del Canned Heat). El grupo estuvo formado por Luis de Llano Macedo en el bajo, Julissa en la voz quién esporádicamente tocaba la batería en las tardeadas que organizaban en la casa de su madre, la actriz de cine mexicano Rita Macedo (quién los apoyó comprando los instrumentos) ubicados en la calle Frontera en Polanco. El resto del grupo lo conformaban Juan Ramón Sordo en la batería, José Luis de la Huerta y Manuel González Galindo (Mejor conocido años después como Johnny Dynamo primera voz del grupo Los Leo) en las guitarras. Se menciona que los acompañó también con bailes y palmas Jorge Julio Bracho, hijo del director de cine mexicano Julio Bracho. El grupo formaría parte de disco Rock and Roll lanzado por Columbia en 1961 participando con los tracks ya referidos antes. Entre lo atractivo del combo llamando la atención del público de ese tiempo, era la inclusión de una chica entre sus filas, la cual salía ataviada con un esmoquin, tocando la batería o cantando sensualmente.
Los Spitfires solo grabaron dos temas: Loco Amor (Crazy Love) original de Paul Anka y "Ven Cerca" (Come Closer) de Johnny Restivo, temas que no son muy conocidos más que por los verdaderos seguidores, son una referencia del rock and roll inicial de esa época que se escuchaba en México, aunque con poca difusión por el tipo de música y la forma en que cantaba. Sus interpretaciones no eran muy bien aceptadas por los adultos que no aceptaban los cambios musicales y la influencia que venía de los Estados Unidos con este tipo de música. Eran considerados parte del Clan Polanco, una pandilla de rocanroleros acelerados. Los Spitfires no duraron mucho tiempo pero sus miembros siempre estuvieron ligados a la música.
Julissa optó por cantar de forma aniñada para que su paso por la música no tuviera mayor problema. Fue parte de la ola de cantantes de grupos de rock and roll que decidieron ser solistas en 1961. Estaba respaldada por la CBS quién la firmó para lanzar otros temas: "Nostalgia", "Dum Dum, "Mi Rebeldito" la cual canta junto con René Ferrer cantante de los Blue Caps. "Mi felicidad", "Donde tu estés", "Las gracias te doy", "No tengo enamorado", "Mi príncipe azul" y "La favorita del profesor", tema que al principio no tuvo mucha aceptación pero con el tiempo se convirtió con el que es más recordada. En 1966 grabaría el tema de la telenovela "Corazón Salvaje" y "Te Necesito" para el sello Capitol.
Julissa se dedicó más a su carrera como actriz, siendo considerada una de las revelaciones juveniles y actorales de los años 60, combinó ambas actividades, pero reconoce que no tenía voz para destacar como cantante. Su incursión como actriz de teatro, cine y de televisión le permitieron dominar la producción y la dirección teatral y a ella se le debe que llegaran a México obras musicales como "Jesucristo Superestrella", "El show de terror de Rocky" y "Vaselina".
En 1989 formó un grupo musical con niños que entre bailes y cantos rescataron temas de Rock and Roll de los años 50 y 60 llamado La Onda Vaselina mismos que fueron llevados por ella hasta lugares tan lejanos como España, pero que en un momento dado, le darían la espalda para continuar ellos por su cuenta. La Onda Vaselina pasó posteriormente a llamarse OV7.

### Teatro
Comenzó a actuar iniciando una carrera en donde es una líder como productora de teatro en México trayendo al país producciones exitosas de Broadway como El Show de terror de Rocky, Jesucristo Superestrella, Vaselina, José el soñador, Reineta, que tuvieron mucho éxito.
Fue miembro del reparto de la producción en 1975 del Show de terror de Rocky. Una joven Aída Pierce era miembro del coro.

## Filmografía

### Telenovelas
Televisa
| Año       | Telenovela                | Personaje                                |
| --------- | ------------------------- | ---------------------------------------- |
| 2012-2013 | Porque el amor manda      | Susana Arriaga                           |
| 2011      | Esperanza del corazón     | Greta Lascuráin Rivadeneyra              |
| 2009-2010 | Atrévete a soñar          | Cristina Jiménez Vda. de Peralta         |
| 2008      | Fuego en la sangre        | Raquel Uribe Santos                      |
| 2006-2007 | La fea más bella          | Doña Teresa "Teresita" Sáenz de Mendiola |
| 2003-2004 | Velo de novia             | Lía Del Moral de Villaseñor              |
| 1994-1995 | Agujetas de color de rosa | Dolores "Lola"                           |
| 1987-1988 | Tal como somos            | Eva                                      |
| 1980-1981 | Colorina                  | Rita                                     |
| 1979-1980 | Verónica                  | Verónica                                 |
| 1978-1979 | Cartas para una víctima   | Margarita                                |
| 1976      | Los bandidos de Río Frío  | Cecilia                                  |
| 1974      | El manantial del milagro  | Matilde                                  |
| 1972-1974 | Hermanos Coraje           | Clara Barros/Diana Lemos/Marcia          |
| 1971      | Velo de novia             | Andrea                                   |
| 1970      | Yo sé que nunca           | Cristina                                 |
| 1969      | Más allá de la muerte     | Estela Ballesteros                       |
| 1967      | Frontera                  | Martha                                   |
| 1966      | Corazón salvaje           | Mónica Molnar                            |
| 1965      | La mentira                | Verónica                                 |
| 1964      | La vecindad               | Lupe                                     |
| 1964      | La intrusa                |                                          |
| 1963      | Doña Macabra              |                                          |
| 1962      | Las momias de Guanajuato  |                                          |

TV Azteca
| Año  | Telenovela      | Personaje     |
| ---- | --------------- | ------------- |
| 2018 | Educando a Nina | Madre de Saló |

### Series de televisión
| Año  | Serie                                                                                      |
| ---- | ------------------------------------------------------------------------------------------ |
| 2014 | Como dice el dicho - Gertrudis (Episodio: "La avaricia y la ambición congelan el corazón") |
| 2005 | Bajo el mismo techo - Julissa Acosta                                                       |
| 1986 | La hora marcada                                                                            |
| 1964 | Estrellas                                                                                  |
| 1964 | Premier Orfeon                                                                             |

### Cine
- Rencor (2005).... Gertrudis Alcocer
- El mago (2004).... Raquel
- Amor que mata (1994)
- Violencia a sangre fría (1989)
- Más allá de la muerte (1986).... Andrea/Laura
- Prohibido amar en Nueva York (1984)
- Piernas cruzadas (1984).... Doña Prudencia
- Los dos carnales (1983)
- Los ojos de un niño (1982).... Patricia
- Cosa fácil (1982).... Elisa Belascoaran
- 41... El hombre perfecto (1982)
- Días de combate (1982).... Elisa
- Aquel famoso Remington (1982)
- D.F./Distrito Federal (1981)
- Oficio de tinieblas (1981)
- La pachanga (1981).... Adela
- Amor libre (1979).... Julia
- México de mis amores (1976)
- Las cautivas (1973).... Lucía Gómez
- Victoria (1972).... Victoria Rueda
- Tú, yo, nosotros (1972)
- Una mujer honesta (1972)
- Verano ardiente (1971).... Marilú/María de la Luz Flores
- La mentira (1970)... Verónica Castelo Blanco
- Paula (1969)
- Santa (1969).... Santa
- Ensayo de una noche de bodas (1968)
- Despedida de casada (1968).... Sonia Vargas
- La muerte viviente (1968).... Anabella Vandenberg
- Los adolescentes (1968).... María
- La cámara del terror (1968).... Corinne Mandel
- House of Evil (1968).... Lucy Durant
- El mundo loco de los jóvenes (1967)
- Los caifanes (1967).... Paloma
- Qué hombre tan sin embargo (1967).... Laura
- Si quiero (1967)
- Pedro Páramo (1967).... Ana Rentería
- Una señora estupenda (1967).... Mercedes
- Me cansé de rogarle (1966)
- Tirando a gol (1966)
- Juego peligroso (1966).... Claudia / Virginia
- Nosotros los jóvenes (1966).... Carmen
- Las dos Elenas (1965).... Elena
- El dengue del amor (1965)
- Nacidos para cantar (1965)
- El pecador (1965).... Lidia
- Diablos en el cielo (1965)
- El pueblo fantasma (1965)
- El robo al tren correo (1964)
- Los novios de mis hijas (1964).... María
- En la mitad del mundo (1964)
- La edad de la violencia (1964)
- Juegos peligrosos (1964)
- La maldición de la Llorona (1963).... Pasajera de la diligencia
- Espiritismo (1962) (como Julisa Macedo).... Rosario

### Programas
| Año       | Programa                   | Personaje                         |
| --------- | -------------------------- | --------------------------------- |
| 2010      | Décadas                    | Defensora de la Década de los 60´ |
| 2006      | Nuestras mejores canciones | Jurado                            |
| 2002-2009 | Desde Gayola               | Luchis (Menopáusica 1)/La Nena    |

### Productora
| Año       | Telenovelas - Productora ejecutiva     |
| --------- | -------------------------------------- |
| 2017-2018 | Mienteme                               |
| 1996      | La sombra del otro                     |
| 1988      | Dulce desafío - Primera parte          |
| 1987-1988 | Tal como somos - Asesora de producción |
| 1987      | La indomable                           |

### Otros proyectos
| Año         | Proyectos         | Producción, Personaje  |
| ----------- | ----------------- | ---------------------- |
| 1989 - 2000 | Onda Vaselina     | Grupo Musical de Baile |
| 1973        | Las cautivas      | Película, producción   |
| 1972        | Victoria          | Película, producción   |
| 1972        | Una mujer honesta | Película, producción   |

## Premios y nominaciones

### Premios TVyNovelas
| Año  | Categoría        | Telenovela    | Resultado |
| ---- | ---------------- | ------------- | --------- |
| 1990 | Mejor telenovela | Dulce desafío | Nominada  |
| 1987 | Mejor telenovela | La indomable  | Nominada  |